# Laurazja

Laurazja – prehistoryczny superkontynent wchodzący w skład Pangei.
Laurazja powstała w późnym karbonie w wyniku kolizji Laurosji z Syberią, a następnie z Kazachstanią i Chinami. Laurazja otoczona była od zachodu i północy przez ocean Panthalassa, a od południowego wschodu – przez Paleotetydę. Laurazja zaczęła rozpadać się we wczesnej jurze, w wyniku pojawienia się północnej części ryftu atlantyckiego. Ostateczne rozdzielenie się Laurazji na Amerykę Północną i Eurazję nastąpiło w końcu kredy.